# San Bartolomé de Corneja
San Bartolomé de Corneja ist ein zentralspanischer Ort und eine Gemeinde (municipio) mit 35 Einwohnern (Stand: 2024) in der Provinz Ávila in der Autonomen Region Kastilien-León. Neben dem Hauptort San Bartolomé de Corneja gehört der Weiler Palacios de Corneja zur Gemeinde.

## Lage und Klima
Die Gemeinde San Bartolomé de Corneja liegt auf der Nordseite der Sierra de Gredos im Südwesten der Provinz Ávila in einer Höhe von ca. 1000 m. Die Entfernung nach Ávila beträgt knapp 75 km (Fahrtstrecke) in ostnordöstlicher Richtung. Das Klima ist gemäßigt bis warm; der Regen (817 mm/Jahr) fällt mit Ausnahme der trockenen Sommermonate übers Jahr verteilt.

## Bevölkerungsentwicklung
| Jahr      | 1970 | 1981 | 1991 | 2001 | 2011 | 2021 |
| Einwohner | 299  | 218  | 140  | 94   | 66   | 40   |

## Sehenswürdigkeiten
- Bartholomäuskirche in San Bartolomé de Corneja
- Johannes-der-Täufer-Kirche in Palacios de Corneja

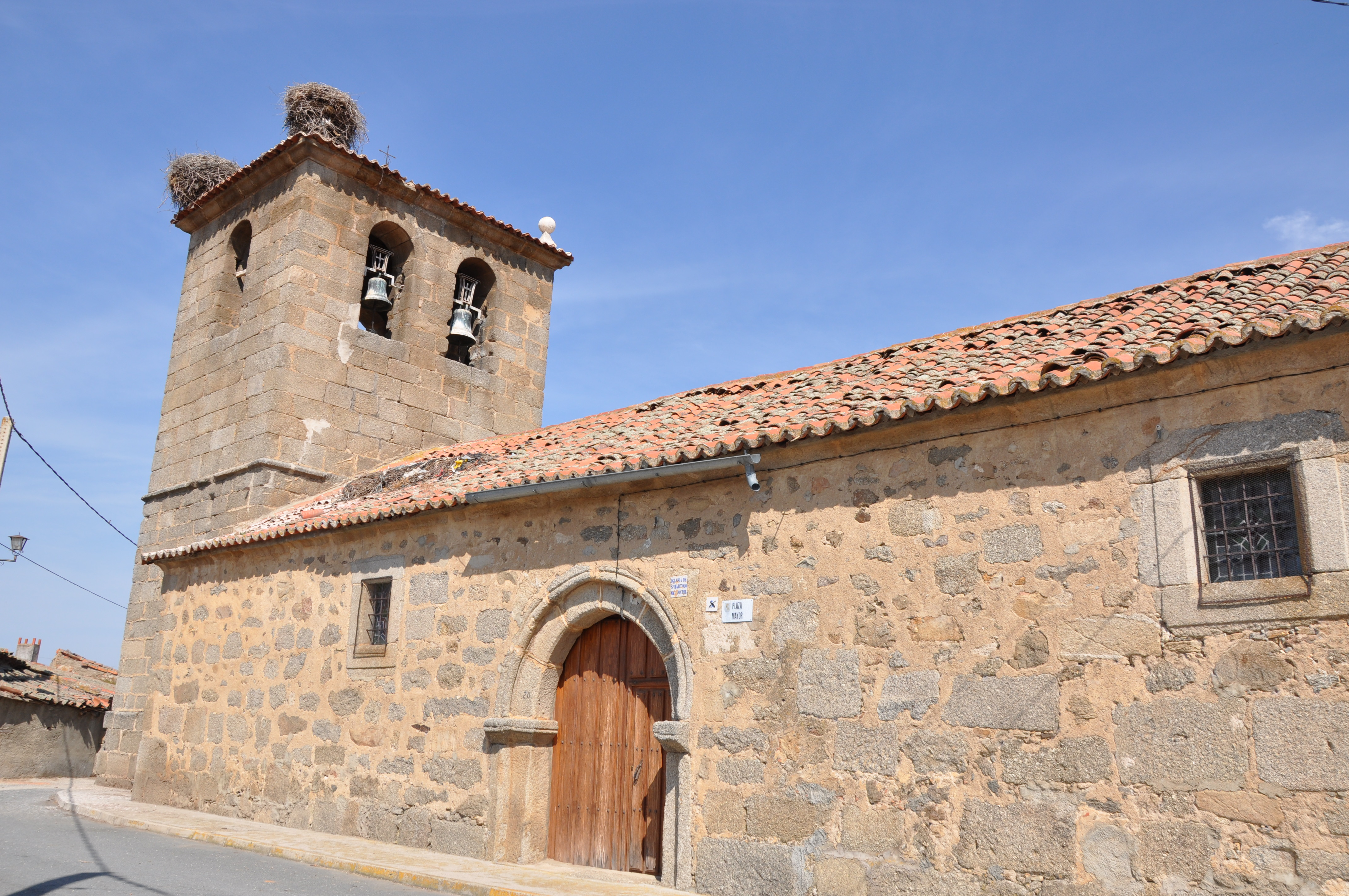
Bartholomäuskirche
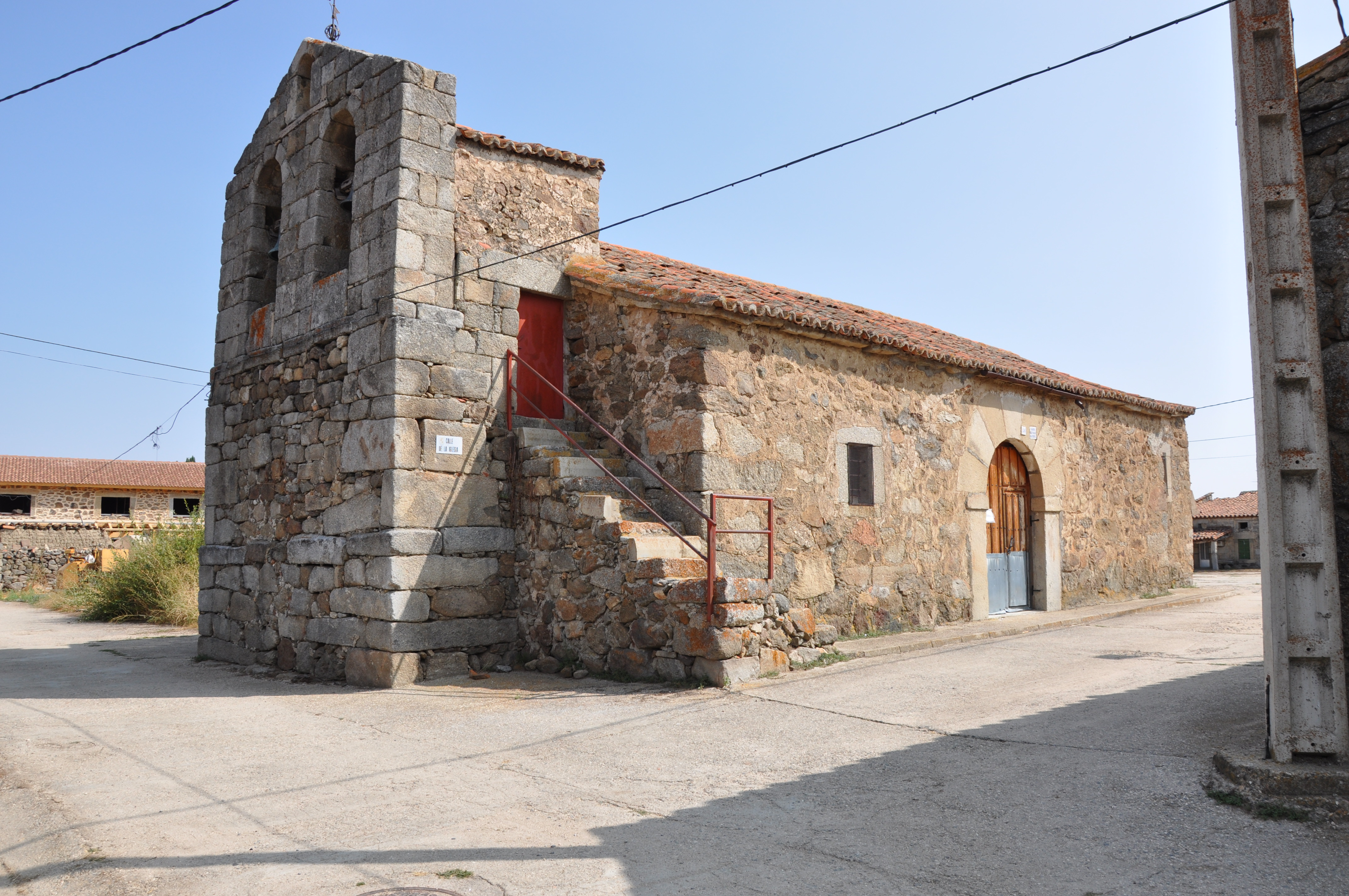
Johannes-der-Täufer-Kirche
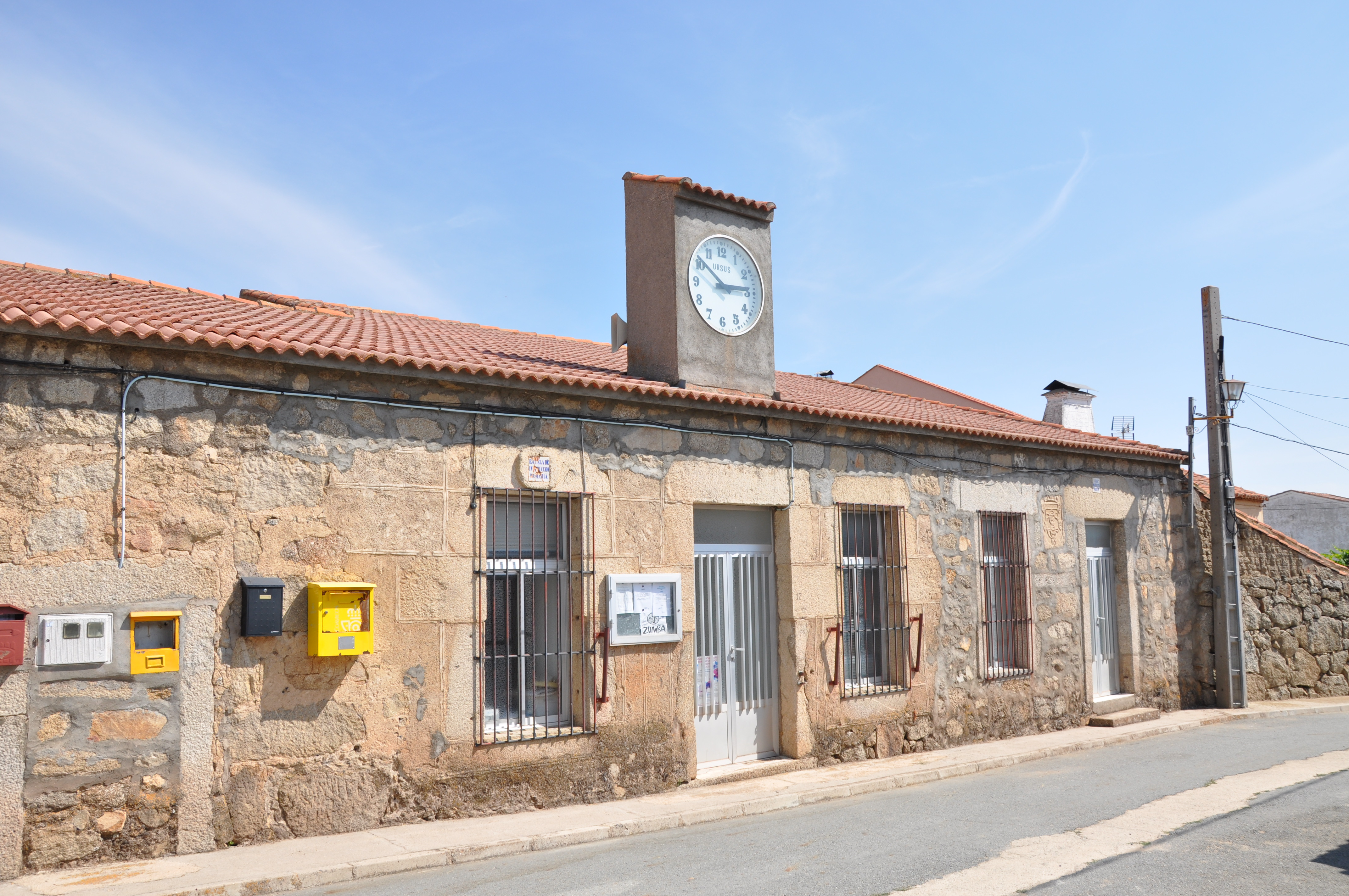
Rathaus